# Droga wojewódzka nr 611
Droga wojewódzka nr 611 (DW611) – droga wojewódzka o długości 3 km, łącząca DW532 w Sadlinkach z DW612 w Bronisławowie.
Droga w całości biegnie na terenie powiatu kwidzyńskiego i gminy Sadlinki.

## Miejscowości leżące przy trasie DW611
- Sadlinki (DW532)
- Bronisławowo (DW612)